# Măluț
Măluț – wieś w Rumunii, w okręgu Bistrița-Năsăud, w gminie Braniștea. W 2011 roku liczyła 572 mieszkańców.